# دزرت هیلز (آریزونا)
دزرت هیلز (به انگلیسی: Desert Hills) یک منطقهٔ مسکونی در ایالات متحده آمریکا است که در شهرستان موهاوی، آریزونا واقع شده‌است. دزرت هیلز ۱۲٫۷۰ کیلومتر مربع مساحت و ۱۱٬۲۶۵ نفر جمعیت دارد و ۱۶۵ متر بالاتر از سطح دریا واقع شده‌است.